# الموتى (رواية)
الموتى (بالإنجليزية: The Dead)‏ هي رواية رعب من تأليف الكاتب البريطاني تشارلي هيغسون وصدرت سنة 2010.

## الترجمة العربية
تمت ترجمة الرواية للغة العربية على يد صبيحة عوض وقامت دار الساقي بنشرها
1. ↑  مُعرِّف المكتبة المفتوحة (OLID): OL15955549W.